# James Ruse
James Ruse (* 9. August 1759 in Launceston, Cornwall, Königreich Großbritannien; † 5. September 1837 in Campbellton, New South Wales) war ein Sträfling, Landwirt und Landeigentümer, der nach Australien mit der First Fleet im Jahr 1787 deportiert wurde. Dort wurde er berühmt, weil er der erste Bauer und der erste private Landeigentümer auf dem australischen Kontinent war, der erfolgreich Ackerbau betrieb.

## Sträflingsleben
Über das frühe Leben von James Ruse ist wenig bekannt, außer, dass er bereits in Cornwall ein Farmer war. 1782 wurde Ruse wegen eines Einbruchdiebstahl von zwei Uhren zur Transportation für die Dauer von sieben Jahren in Afrika verurteilt. Danach war er fünf Jahre auf dem Gefängnisschiff Dunkirk inhaftiert, das bei Plymouth lag. Als die Sträflingskolonie Australien von den Briten gegründet wurde, kam er mit der First Fleet auf dem Sträflingstransportschiff Scarborough am 19. Januar 1787 in der Botany Bay im heutigen Sydney an. Im Juli 1789 durfte Ruse, nachdem seine Strafe endete, mit Erlaubnis des ersten Gouverneurs von New South Wales, Arthur Phillip, Land kultivieren und Weizen und Mais anbauen. Die Versuche anderer Europäer Landwirtschaft auf australischem Boden zu betreiben, waren misslungen und es drohte eine Hungersnot. Der Ackerbau der ersten Siedler misslang aus vielerlei Gründen, denn die Sträflinge hatten darin unzureichendes Wissen und keinerlei Erfahrungen, sie hatten kein ausreichendes Saatgut, keine landwirtschaftlichen Geräte, keinen Pflug und es gab auch keine Tiere, die ihn ziehen konnten. Zudem war der magere Boden, den die Europäer bei Port Jackson vorfanden für die Landwirtschaft wenig geeignet. Phillip unterstützte Ruse bei seinem Vorhaben in vielfacher Weise mit Proviant, Kleidung, Saatgut und stellte auch Hilfe bei der Rodung einer kleinen Fläche zur Verfügung, auf der er auch eine Hütte bauen durfte. Ruse arbeitete nicht nur hart, sondern er düngte den Boden mit der Asche aus der Brandrodung des Anbaugebiets und erreichte auf diesem Weg eine Verbesserung der Bodenqualität. Das Stroh einer ersten Ernte warf er auf einen Haufen, damit es verrottete und diente im Folgejahr zur Düngung. Die Farm von Ruse wurde Experiment Farm genannt. Bereits im Februar 1791 konnte Ruse Phillip beweisen, dass er für sich und seine Frau, die er am 5. September 1790 geheiratet und mit der er sieben Kinder hatte, genügend Lebensmittel zum Überleben angebaut hatte. Phillip war begeistert von seinem Konzept und empfahl es weiter. Er übereignete Ruse im April 1791 das kleine Landstück, wobei es sich um die erste Grundstücksübertragung an eine Privatperson in Australien überhaupt handelte.

## Grundstückshändler
Im Oktober 1793 verkaufte James Ruse sein Land an den Militärarzt John Harris (1754–1838) für 40 Pfund Sterling. Im Januar 1794 war er einer von 22 Siedlern, denen Land auf den fruchtbaren Böden am Hawkesbury River im Südwesten von Sydney übereignet wurde. Im Juni 1797 wurde ihm 16 Hektar Land übereignet, das er neun Monate später für 300 Pfund verkaufte. 1797 war er wegen gewerbsmäßigem Glücksspiel in seinen Räumlichkeiten vor Gericht gestellt und verurteilt worden. Im Jahr 1800 kaufte er 8 Hektar Land, das im März 1801 verpfändet wurde. Anschließend verlieren sich seine Spuren. Sein Sohn berichtete noch im Mai 1801, dass sein Vater auf einem Schiff Arbeit gefunden habe. 1809 kaufte Ruse Ackerland bei Bankstown, das durch die Überflutung durch den Hawkesbury River einen großen Wertverlust nach sich zog. 1819 erwarb er 40 Hektar bei Riverstone und weiteres Land bei Windsor. Nach 1819 soll er dem Rum zugesprochen oder erkrankt sein, wodurch er sein Vermögen verloren habe, anschließend habe als Aufseher auf einer Farm gearbeitet.

## Nachwirken

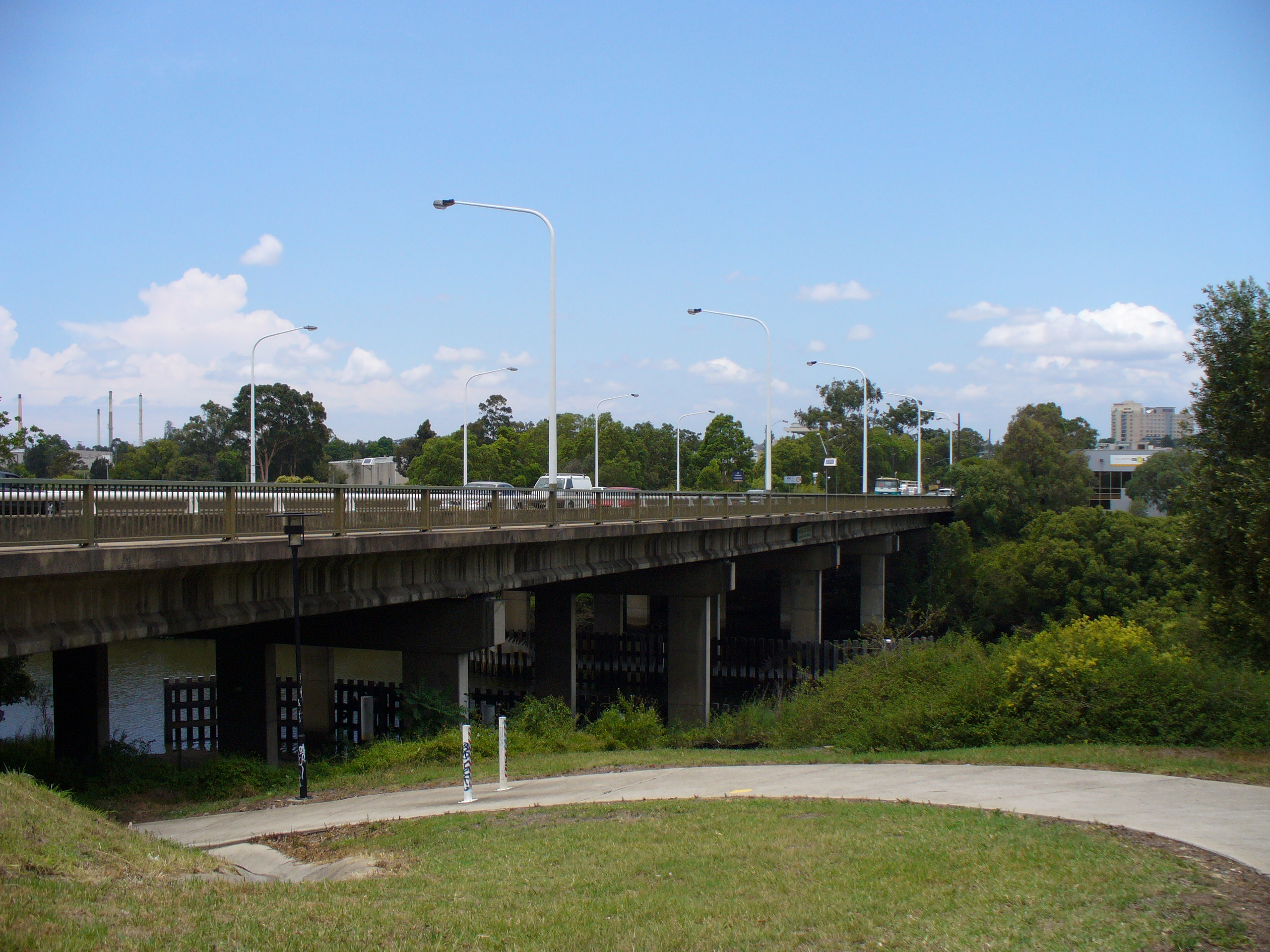
James Ruse Drive Bridge, die über den Parramatta River führt

Nach James Ruse ist eine landwirtschaftliche Highschool, die James Ruse Agricultural High School bei Carlingford (Australien), einer Vorstadt von Sydney, der James Ruse Drive und die James Ruse Drive Bridge in New South Wales benannt.